# Левые (Северная Македония)
Левые (макед. Левица) — социалистическая политическая партия в Северной Македонии, основанная 14 ноября 2015 года. Её возглавляет Димитар Апасиев, доцент права Штипского университета им. Гоце Делчева.

## Основание и идеология
Партия «Левые» была сформирована тремя основными движениями: Коммунистической партией Македонии, движением «Солидарность» и движением за социальную справедливость «Ленка», к которому принадлежит и его парламентский лидер Димитар Апасиев. Партия выросла из участников массовых протестов 2015—2016 годов.
Определяет себя как партию, отстаивающую права трудящихся и социальную справедливость, выступающую против «межэтнических барьеров» и этнического национализма. В её партийном уставе в качестве основных ценностей указаны «движение к социализму», левый патриотизм, антиимпериализм и секуляризм. В программе партии указывается, что она ставит в центр своих интересов человека. Своей главной целью заявляет «преодоление нынешней несправедливой социально-экономической системы капитализма и утверждение социализма как справедливой, гуманной, демократической, эмансипативной и экологически ответственной системы, в которой человеческие потребности имеют первостепенное значение».
Внутри партия заявила о своём намерении структурироваться по принципам демократического централизма.

### Внутриполитические и социальные вопросы
«Левые» выступали против правительства Зорана Заева и его Социал-демократического союза Македонии (СДСМ), обвинив их в «неподобающем отношении», а затем в фальсификации результатов выборов и шантаже. Лидер «Левых» предсказывал СДСМ судьбу ПАСОК в Греции.
Негативно партия оценивает и нынешнюю оппозицию из правоконсервативной партии ВМРО-ДПМНЕ, составлявшую предыдущее правительство Николы Груевского, в протестах против которого «Левые» принимали активное участие, считая автократичным и коррумпированным. Однако в националистических протестах 2022 года партия уже участвовала совместно с правыми из ВМРО-ДПМНЕ.
Партия заявила о принципиальной оппозиции консерватизму, клерикализму и патриархату. Она поддерживает права ЛГБТ в стране.
«Левые» единственной политической партией Македонии, которая организовывает митинги и мероприятия ко Дню победы над фашизмом, ныне не являющемся официальным праздником.
Партия характеризует Северную Македонию как переживающую «экологический катаклизм», который она считает прямым результатом «политической и социальной катастрофы, происходящей во всех сферах повседневной жизни».
В предвыборной программе партии декларируется поддержка бесплатного здравоохранения и образования, а в качестве истоков большинства экономических проблем Северной Македонии указывается на неолиберализм и «дикий капитализм». Она рассматривает здравоохранение и образование, а также экономический рост и организованный труд как «главных врагов терроризма» в Северной Македонии.

### Внешняя политика и национализм
Партия поддерживает нейтральный статус Северной Македонии и «принцип нулевых проблем с соседними странами». Последнее он определяет как «решение проблем без привлечения исторического багажа», дружеские отношения с балканскими странами и принцип самоопределения, который, по их мнению, дает всем странам право самим определять своё название.
«Левые» выступают против НАТО, которое они обвиняют в развязывании империалистических войн и в угрозе миру во всем мире. На этом основании они призывали к приостановке переговоров о вступлении в НАТО.
С неприятием партией НАТО во многом связана и её оппозиция к Преспскому соглашению, благодаря которому Греция разблокировала интеграцию своей северной соседки в альянс. Партия решительно выступила против этого соглашения и предусмотренного ей переименования Республики Македония в Республику Северная Македония, вместо этого поддерживая спонсируемую государством международную кампанию за полноправное членство страны в ООН под старым названием.
Называя переименование страны неконституционным, партия требовала аннулирования соглашения и объявила, что примет участие в коалиционном правительстве только в том случае, если оно откажется от соглашения. Основная причина, по которой партия выступает против, заключается в том, что она считает, что сделка предназначена только для приближения страны к влиянию НАТО, а также что она снимает с Греции ответственность за любые прошлые действия против македонцев.
Лидер партии заявил в интервью, что членство Северной Македонии в Европейском Союзе потенциально может быть положительным моментом, но страна должна оставаться в стороне, если цена членства будет связана с изменением её названия и идентичности.
В политической программе партии страна по-прежнему упоминается не под нынешним конституционным названием, а как Республика Македония. Партия подвергается критике «слева» за подобные «патриотические» усердствования; Balkan Insight (издание, которое спонсируется ЕС) обвинило «Левых» в заимствовании и следовании политики крайне правых. Критики даже усматривали в партии «фашистские тенденции».
Кроме того, партию уличали в националистической позиции и относительно албанского меньшинства. Официально она выступает против «албанского национализма» и против использования албанского языка в судебной системе Северной Македонии, назвая это «экспансионистским взрывом албанского национализма» в пользу албанского Демократического союза за интеграцию. Партия утверждала, что закон только усиливает этнический раскол в Северной Македонии, которая должна быть страной, управляемой по гражданскому, а не этническому принципу. Критикуя разделение политики на «македонский» и «албанский» блоки, «Левые» определяют себя как «надэтническую» партию.
В своей программе накануне всеобщих выборов 2020 года партия выдвинула идею о том, что Северная Македония должна «отозвать признание Государства Израиль, Косова и Южной Кореи», поддерживая при этом независимость Государства Палестина, Каталонии и Страны Басков.
Представители партии называли признание министром иностранных дел Северной Македонии Николой Димитровым Хуана Гуайдо временным президентом Венесуэлы «типичной позицией вассальной и подчиненной страны, полностью утратившей свой суверенитет как независимое государство».
В 2023 году участвовали в конференции Всемирной антиимпериалистической платформы.

## Участие в выборах
| Год     | Голосов | % голосов | Мест     | Изменение мест |
| ------- | ------- | --------- | -------- | -------------- |
| 2016 г. | 12 120  | 1,05 %    | 0 из 120 | Новая          |
| 2020 г. | 37 426  | 4,13 %    | 2 из 120 | ▲ 2            |